# Mariakapel (Vilt)

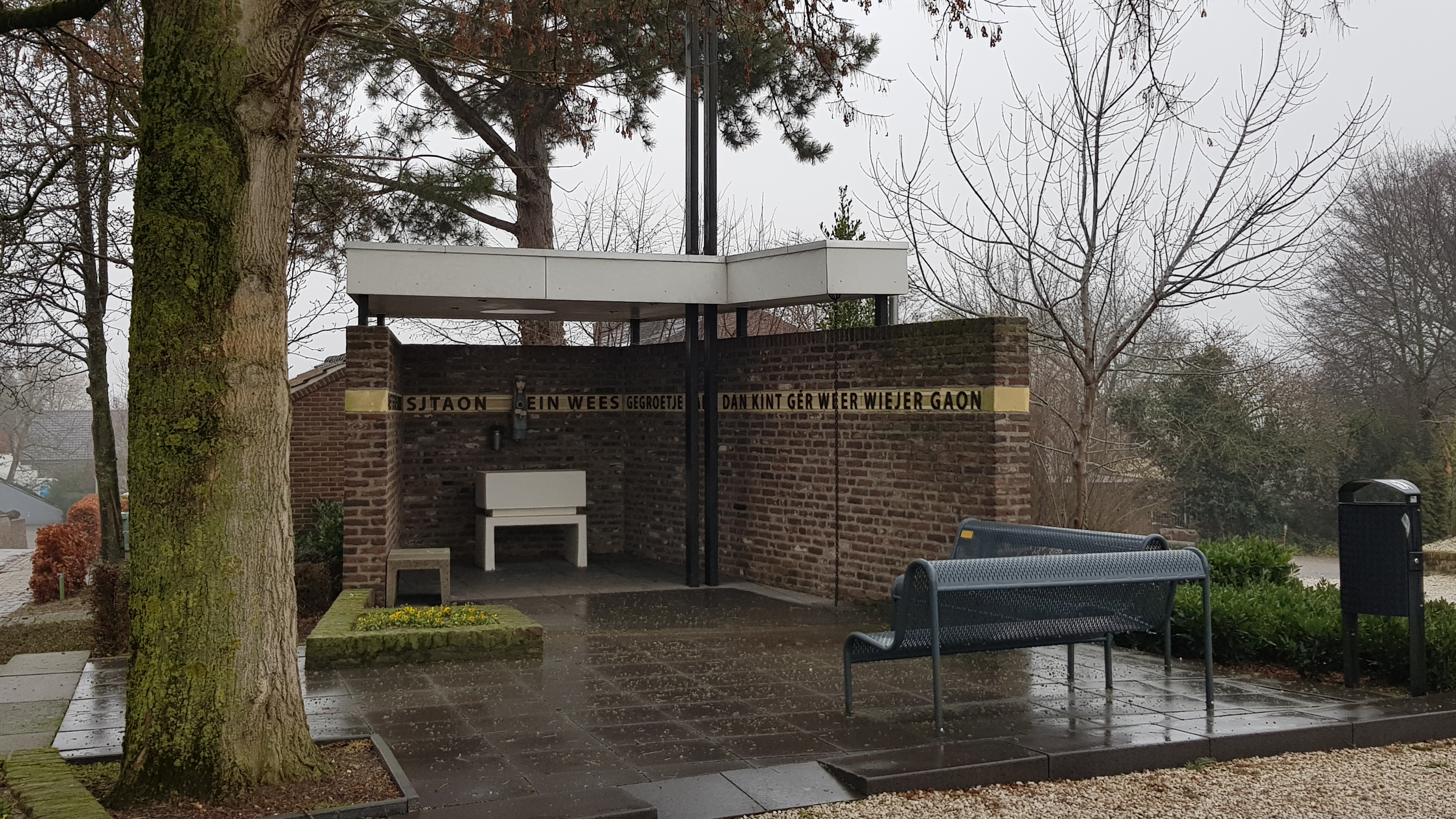
De Mariakapel

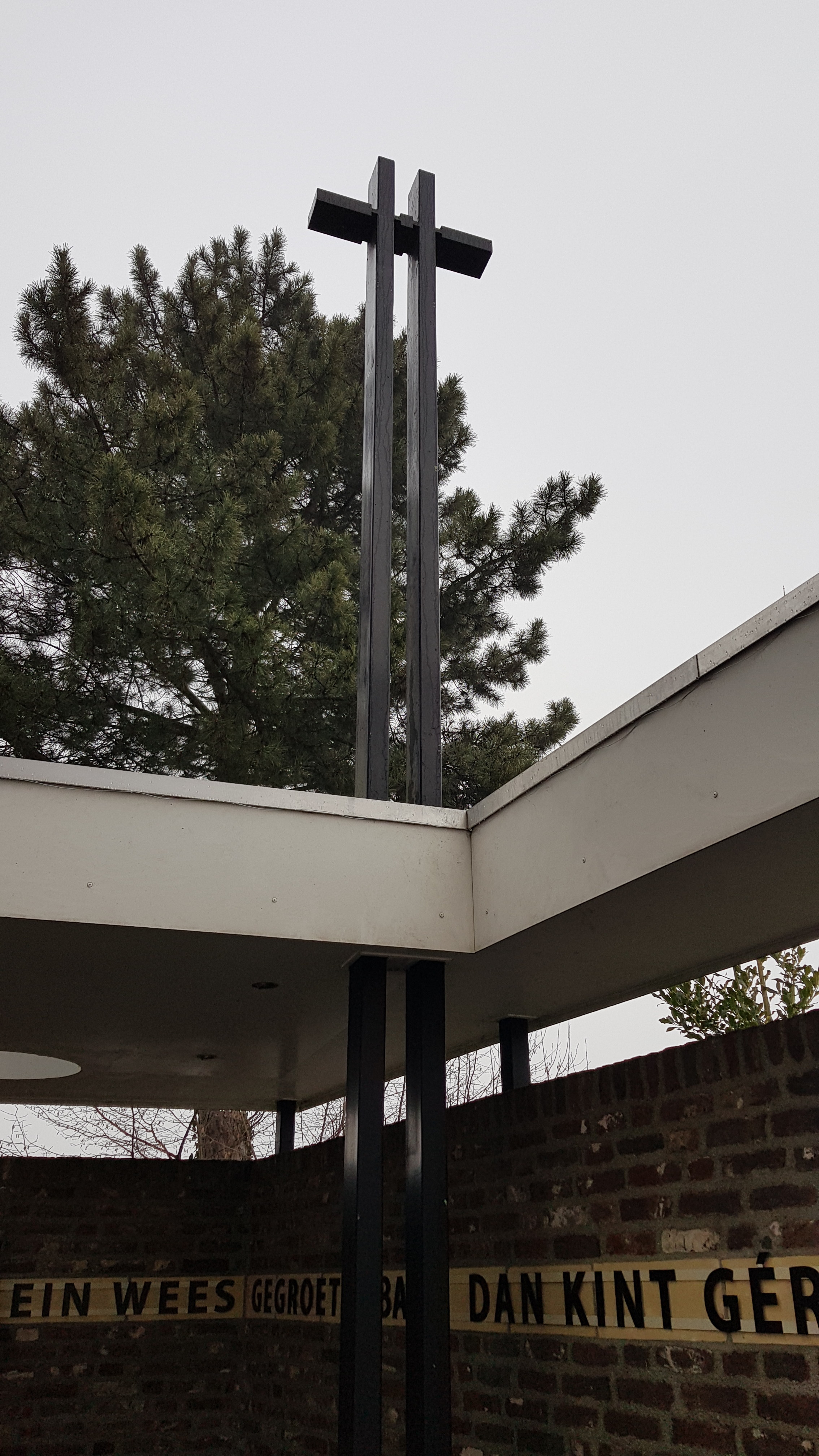
Het boven het dak uitstekende kruis van de kapel

De Mariakapel is een kapel in Vilt in de Nederlands Zuid-Limburgse gemeente Valkenburg aan de Geul. De kapel staat op de hoek van de straten Rijksweg en Geulgracht, aan de kruising van deze straten met de Sibberweg.
De kapel is gewijd aan Maria.

## Geschiedenis
In 1970-1971 werd de kapel gebouwd naar het ontwerp van architect Rob Ubachs. Op zaterdag 18 september 1971 werd de kapel aan de vooravond van de Viltse Kermis in gebruik genomen.
In 2017 kreeg de kapel een grote opknapbeurt en werd er op de muur een tekst aangebracht.

## Bouwwerk
De open kapel is opgetrokken op een trapeziumvormig plattegrond met het breedste deel richting de Rijksweg. De rechtergevel is verlengd en loopt enkele meters verder door. De muren zijn opgetrokken in baksteen met een sierband van gezaagd mergelsteen. Aan de voorzijde is de kapel geheel open. Boven de randen is ruimte gelaten waardoor er een zwevend luifeldak ontstaat. Op de hoek van de kapel zijn rechtsvoor twee rechthoekige metalen buizen geplaatst die vanaf de vloer parallel aan elkaar omhoog lopen, door het dak gaan en samen met een dwarsbuis bovenin een kruis vormen.
Van binnen is de kapel sober en zijn er op de mergelstenen sierband letters aangebracht met de tekst:

BLIEF EFFE BIE SLIEVRUIKE SJTAON EIN WEESGEGROETJE BAE DAN KENT GÈR WEER WIEJER GAON(Blijf even bij Slevrouwke (=Onze Lieve Vrouwtje) staan (en) bid een weesgegroetje; dan kunt u weer verdergaan.)

Tegen de achterwand van de kapel is een altaartafel geplaatst. Op de achterwand van de kapel is een gepolychromeerd beeldje van Maria die een bloem vasthoudt opgehangen. Het Mariabeeldje is van de hand van beeldhouwer Frans Timmermans.